# Volta a Nova Zelanda femenina
La Volta a Nova Zelanda femenina (ofiacialment:Women's Tour of New Zealand) és una cursa ciclista femenina que es disputa a Nova Zelanda. Creada el 2005, forma part del calendari de la Unió Ciclista Internacional.

## Palmarès
| Any     | Vencedora         | Segona             | Tercera          |
| ------- | ----------------- | ------------------ | ---------------- |
| 2005    | Catherine Sell    | Katie Brown        | Miho Oki         |
| 2006    | Sarah Ulmer       | Priska Doppmann    | Trixi Worrack    |
| 2007    | Judith Arndt      | Leigh Hobson       | Lorian Graham    |
| 2008    | Kristin Armstrong | Oenone Wood        | Erinne Willock   |
| 2009    | Amber Halliday    | Min Gao            | Lang Meng        |
| 2010    | Shelley Evans     | Amber Neben        | Tiffany Cromwell |
| 2011    | Judith Arndt      | Catherine Cheatley | Ruth Corset      |
| 2012    | Evelyn Stevens    | Shara Gillow       | Taryn Heather    |
| 2013-14 | no disputada      | no disputada       | no disputada     |
| 2015    | Tayler Wiles      | Megan Guarnier     | Evelyn Stevens   |